# Xenurobrycon
Xenurobrycon es un género de peces characiformes de la familia Characidae.

## Especies
- Xenurobrycon coracoralinae (C. L. R. Moreira, 2005)[1]
- Xenurobrycon heterodon (S. H. Weitzman & S. V. Fink, 1985)[1]
- Xenurobrycon macropus (G. S. Myers & P. Miranda-Ribeiro, 1945)[1]
- Xenurobrycon polyancistrus (S. H. Weitzman, 1987)[1]
- Xenurobrycon pteropus (S. H. Weitzman & S. V. Fink, 1985)[1]